# Volksbank Zwickau
Die Volksbank Zwickau eG ist eine Genossenschaftsbank mit Sitz in der sächsischen Kreisstadt Zwickau im Landkreis Zwickau.

## Geschichte
Die heutige Volksbank Zwickau eG wurde am 22. November 1860 als Genossenschaftsbank in Zwickau gegründet und fusionierte letztmals im Jahr 1972. Die zu diesem Zeitpunkt als Bank für Handwerk und Gewerbe Werdau eGmbH firmierende ehemalige Volksbank Werdau eGmbH mit dem Sitz in Werdau schloss sich der damaligen Genossenschaftsbank für Handwerk und Gewerbe Zwickau eGmbH (die ehemalige Spar- und Kreditbank Zwickau eGmbH) mit Sitz in Zwickau an.

## Rechtsverhältnisse
Die Volksbank Zwickau eG ist im Genossenschaftsregister beim Amtsgericht Chemnitz unter GnR 31 eingetragen.

## Organisationsstruktur
Rechtsgrundlagen sind das Genossenschaftsgesetz und die durch die Generalversammlung beschlossene Satzung. Organe der Bank sind der Vorstand, der Aufsichtsrat und die Generalversammlung.

## Sicherungseinrichtung
Die Volksbank Zwickau eG ist der amtlich anerkannten Sicherungseinrichtung des Bundesverbandes der Deutschen Volksbanken und Raiffeisenbanken GmbH und der zusätzlichen freiwilligen Sicherungseinrichtung des Bundesverbandes der Deutschen Volksbanken und Raiffeisenbanken e.V. angeschlossen.

## Geschäftsausrichtung
Die Volksbank Zwickau eG betreibt das Universalbankgeschäft. Im Verbundgeschäft arbeitet sie mit der DZ Bank, R+V Versicherung, Bausparkasse Schwäbisch Hall, Teambank, VR Leasing, DZ Hyp und der Union Investment zusammen.

## Geschäftsgebiet
Das Geschäftsgebiet liegt im Westen und der Mitte des Landkreises Zwickau.
An diesen Orten betreibt die Bank Filialen:
- Zwickau (Hauptstelle, jur. Sitz)
- Werdau (Geschäftsstelle)
- Wilkau-Haßlau (Geschäftsstelle)
- Mülsen (SB-Geschäftsstelle)
- Planitz (SB-Geschäftsstelle)